# ۲۰۰۶

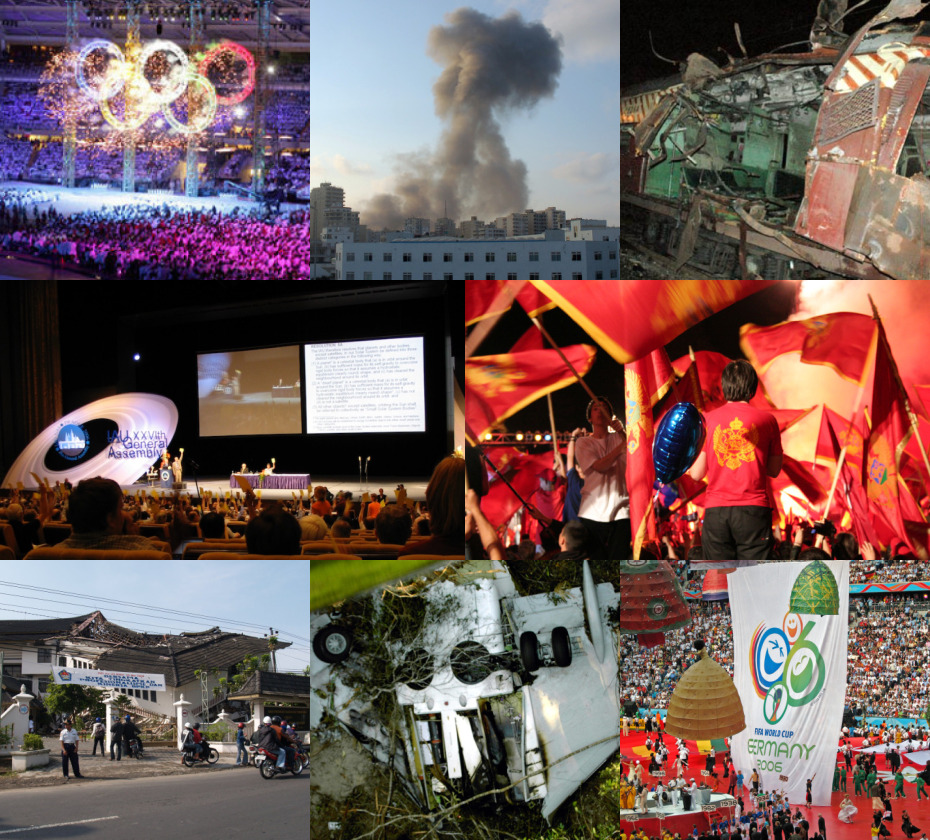

۲۰۰۶ (MMVI) سال عادی بود که در یکشنبه تقویم گریگوری شروع شد.

## رویدادها

### ژانویه
- ۴ ژانویه - آریل شارون نخست‌وزیر سابق اسرائیل در اثر سکته دچار خونریزی داخلی مغزی شد.
- ۵ ژانویه - فروریختن یک هتل در مکه و کشته شدن ۷۶ نفر از حج‌گزاران
- ۱۴ ژانویه - در اثر ازدحام جمعیت در مراسم رمی جمرات در مکه ۳۶۲ حج‌گزار کشته شدند.
- ۱۴ ژانویه - انفجار گاز در معدن زغال‌سنگ و کشته شدن هشت نفر در رومانی
- ۱۵ ژانویه - مأموریت فضاپیمای استارداست ناسا با موفقیت به پایان می‌رسد.
- ۱۶ ژانویه - الن جانسون سیرلیف به عنوان نخستین رئیس‌جمهور زن در قاره آفریقا قدرت را در لیبریا به دست گرفت.
- ۱۹ ژانویه - نخستین مأموریت ناسا دربارهٔ سیاره پلوتو آغاز شد.
- ۲۵ ژانویه - نخستین دستور پاپی پاپ بندیکت شانزدهم که در مورد عشق ورزیدن بود صادر شد.
- ۲۷ ژانویه - جشن ۲۵۰ امین سالگرد تولد ولفگانگ آمادئوس موتسارت آهنگساز اتریشی در سالزبورگ و چندین نقطه دیگر جهان برگزار شد.

### فوریه
- ۳ فوریه - در اثر غرق شدن کشتی مصری مسافر بری السلام ۹۸۰ نفر از ۱۴۰۰ سرنشین آن کشته شدند و فقط ۳۸۸ نفر نجات یافتند.
- ۴ فوریه - ازدحام جمعیت در بین تماشاگران یک مسابقه ورزشی در فیلیپین ۷۴ کشته برجای گذاشت.
- ۱۰ فوریه - شروع بازی‌های المپیک زمستانی ۲۰۰۶ در تورین، ایتالیا.
- ۱۷ فوریه - در اثر سیل در لیته جنوبی فیلیپین به گفته منابع رسمی ۱۱۲۶ نفر کشته شدند.
- ۱۷ فوریه - ۶۵ معدنچی در اثر تخریب معدن در مکزیک کشته شدند.
- ۲۲ فوریه - یک میلیارد ترانه از آی‌تیونز اپل فروخته شد.

### مارس
- ۴ مارس - آخرین تماس با فضاپیمای پایونیر ۱۰ بی‌پاسخ ماند.
- ۵ مارس - اهدای جوایز هفتاد‌و‌هشتمین دوره اسکار
- ۹ مارس - فضاپیمای کاسینی-هویگنس ناسا، آب‌فشانی در سطح قمر انسلادوس سیاره مشتری کشف کرد که مواد مایع ترشح می‌کرد که نشانه امکان وجود آب در این مکان است.
- ۱۰ مارس - فضاپیمای مدارگرد شناسایی مریخ ناسا به مدار مریخ رسید.
- ۱۶ مارس - مجمع عمومی سازمان ملل متحد با اکثریت قاطع آرا رأی به تشکیل شورای حقوق بشر سازمان ملل متحد داد.
- ۲۹ مارس - اسماعیل هنیه به نخست‌وزیری دولت خودگردان فلسطین برگزیده‌شد.
- ۹ ژوئن - آغاز جام جهانی فوتبال ۲۰۰۶ در شهر مونیخ در آلمان.

### آوریل
- ۲۱ آوریل
  - جواد مالکی، نامزد جدید شیعیان عراق برای نخست‌وزیری[۱]

### مه
- ۳ مه -
  - دولت نپال با مائوئیست‌ها اعلام آتش‌بس کرد.[۲]
- ۵ مه -
  - استعفای پورتر گاس، رئیس سازمان اطلاعات مرکزی آمریکا از سمت خود[۳]
  - در اثر دو انفجار در کابل ۶ نظامی ایتالیایی و ۳ پلیس افغان زخمی شدند.[۴]
  - امضای پیمان صلح دارفور میان دولت سودان و گروه اصلی شورشیان[۵]
- ۲۲ مه -
  - کمیسیون انتخابات جمهوری مونته‌نگرو اعلام داشت که در همه‌پرسی جدایی مونته‌نگرو از صربستان بیش از ۵۵ درصد از رأی‌دهندگان از جدایی مونته‌نگرو از صربستان حمایت کرده‌اند.[۶]
- ۲۷ مه - زلزله‌ای با قدرت ۶٫۲ در مقیاس ریشتر جنوب و مرکز جزیرهٔ جاوه در اندونزی را لرزاند.[۷]

### ژوئن
- ۱۹ ژوئن
  - حزب اپوزیسیون چپ‌گرای «اسمر» در انتخابات پارلمانی اسلواکی به پیروزی دست یافت.[۸]
- ۱۲ ژوئن
  - یک قطار مسافربری که ۲۰۰ نفر را از تل‌آویو به حیفا می‌برد، در نزدیکی نتانیا به خودرویی برخورد کرد و باعث کشته شدن ۵ تن شد.[۹]
- رافائل نادال با پیروزی ۳ بر ۱ راجر فدرر، توانست جایزهٔ یک میلیون و دویست هزار دلاری مسابقات تنیس اوپن فرانسه را از آن خود کند.[۱۰]
- شیخ احمد شریف رئیس اتحاد محاکم اسلامی اعلام کرد که نیروهای محاکم توانستند، پس از چهار ماه مبارزه با نیروهای جنگ سالاران، کنترل تمامی نقاط شهر موگادیشو را به دست بیاورند.[۱۱]

### اوت
- ۲۴ اوت - بیرون رفتن سیاره پلوتو از منظومهٔ شمسی و پیوستن به گروه سیارات کوتوله

## درگذشت‌ها

### ژانویه
- ۲ ژانویه - استیو راجرز، بازیکن استرالیایی راگبی (زاده ۱۹۵۴)
- ۴ ژانویه - شیخ مکتوم بن راشد، سیاست‌مدار اماراتی (ز. ۱۹۴۶)
- ۶ ژانویه - لو راولز، خواننده آمریکایی (ز. ۱۹۳۳)
- ۱۴ ژانویه - شلی وینترز، بازیگر زن آمریکایی (زادهٔ ۱۹۲۰)
- ۱۵ ژانویه - جابر احمد الصباح، سیاست‌مدار کویتی (ز. ۱۹۲۶)
- ۱۹ ژانویه - ویلسون پیکت، خواننده آمریکایی (ز. ۱۹۴۱)
- ۲۰ ژانویه – لزلی ویلسون، دوچرخه‌سوار اهل بریتانیا (ز. ۱۹۲۶)
- ۲۱ ژانویه - ابراهیم روگوا، سیاست‌مدار اهل کوزوو (ز. ۱۹۴۴)
- ۲۴ ژانویه - کریس پن، بازیگر آمریکایی (ز. ۱۹۶۵)
- ۲۷ ژانویه - یوهانس راو، سیاست‌مدار آلمانی (ز. ۱۹۳۱)

### فوریه
- ۴ فوریه - بتی فریدان، ژورنالیست و نویسنده آمریکایی
- ۱۳ فوریه - ایلان حلیمی، قربانی یهودستیزی (ز. ۱۹۸۲)

### مارس
- ۲ مارس - جک وایلد، بازیگر بریتانیایی (ز. ۱۹۵۲)
- ۶ مارس - کینگ فلوید، خوانندهٔ آمریکایی (زادهٔ ۱۹۴۵)
- ۱۴ مارس - لنارت مری، مترجم، زبان‌شناس، نویسنده، فیلمنامه‌نویس، دیپلمات، و کارگردان اهل استونی (ز. ۱۹۲۹)
- ۲۷ مارس - استانیسلاو لم نویسندهٔ لهستانی (زادهٔ ۱۹۲۱)
- ۲۸ مارس - کاسپار واینبرگر، وکیل آمریکایی (ز. ۱۹۱۷)

### آوریل
- ۲۱ آوریل - تله سانتانا، بازیکن فوتبال برزیلی (ز. ۱۹۳۱)
- ۲۹ آوریل - جان کنت گالبرایت، اقتصاددان، سیاست‌مدار و دیپلمات آمریکایی کانادایی (ز. ۱۹۰۸)

### مه
- ۲۳ مه - لوید بنتسن، افسر، قاضی، و سیاست‌مدار آمریکایی (ز. ۱۹۲۱)
- ۲۹ مه - ماسومی اوکادا، بازیگر ژاپنی (ز. ۱۹۳۵)

### ژوئن
- ۷ ژوئن - ابو مصعب زرقاوی، رهبر القاعده عراق
- ۱۲ ژوئن - جرج لیگتی، آهنگساز یهودی مجارتبار (ز. ۱۹۲۳)

### ژوئیه
- ۷ ژوئیه - الیاس هراوی، سیاست‌مدار لبنانی (ز. ۱۹۲۶)
- ۷ ژوئیه - سید برت، خوانندهٔ انگلیسی، عضو گروه پینک فلوید (زاده ۱۹۴۶)
- ۱۳ ژوئیه - رد باتنز، بازیگر آمریکایی (ز. ۱۹۱۹)
- ۱۷ ژوئیه - میکی اسپیلین، بازیگر و نویسنده آمریکایی (ز. ۱۹۱۸)
- ۱۹ ژوئیه - جک واردن، بازیگر آمریکایی (ز. ۱۹۲۰)
- ۲۸ ژوئیه - دیوید گمل، نویسنده بریتانیایی (ز. ۱۹۴۸)
- ۳۰ ژوئیه - زدراکو رایکوف، بازیکن و سرمربی فوتبال یوگسلاو (ز. ۱۹۲۷)
- ۳۰ ژوئیه - دویگو آسنا، روزنامه‌نگار، نویسنده و فعال برجسته حقوق زنان در جنبش زنان ترک (ز. ۱۹۴۶)

### اوت
- ۹ اوت - عبدالله نوری، رهبر اسلام‌گرایان تاجیک (ز. ۱۹۴۷)
- ۹ اوت - جیمز وان آلن، فیزیک‌دان و ستاره‌شناس آمریکایی (ز. ۱۹۱۴)
- ۱۴ اوت - برونو کیربی، بازیگر آمریکایی (ز. ۱۹۴۹)
- ۱۶ اوت - آلفردو اشتروسنر، سرباز و سیاست‌مدار اهل پاراگوئه (ز. ۱۹۱۲)
- ۱۹ اوت - اسکار میکوئز، بازیکن فوتبال اهل اروگوئه (ز. ۱۹۲۷)
- ۲۰ اوت - جو رزنتال، عکاس آمریکایی (ز. ۱۹۱۱)
- ۲۵ اوت - سیلوا کاپوتیکیان، شاعر، نویسنده، نمایشنامه نویس، ارمنی (ز. ۱۹۱۹)
- ۳۰ اوت - نجیب محفوظ، نویسنده و نمایشنامه‌نویس مصری و برندهٔ جایزه نوبل ادبیات

### سپتامبر
- ۷ سپتامبر - رابرت ارل جونز، بازیگر و بوکسور آمریکایی (ز. ۱۹۰۴)
- ۱۵ سپتامبر - اوریانا فالاچی، روزنامه‌نگار، نویسنده و مصاحبه گر سیاسی ایتالیایی (ز. ۱۹۲۹)
- ۲۴ سپتامبر - تتسورو تامبا، بازیگر ژاپنی (ز. ۱۹۲۲)

### اکتبر
- ۲ اکتبر - پل ریچارد هالموس، ریاضیدان مجاری-آمریکایی (ز. ۱۹۱۶)
- ۳ اکتبر - پیتر نورمن، دونده استرالیایی (ز. ۱۹۴۲)
- ۷ اکتبر - آنا پولیتکوفسکایا، ژورنالیست و نویسنده آمریکایی (ز. ۱۹۵۸)
- ۱۴ اکتبر - فردی فندر، خواننده آمریکایی (ز. ۱۹۳۷)
- ۱۸ اکتبر - آنا راسل، بازیگر، کمدین، و خواننده بریتانیایی (ز. ۱۹۱۱)
- ۲۰ اکتبر - جین وایت، بازیگر آمریکایی (ز. ۱۹۱۰)
- ۲۴ اکتبر - ویلیام مونتگمری وات، استاد رشته زبان عربی و مطالعات اسلامی در دانشگاه ادینبورگ (ز. ۱۹۰۹)
- ۳۱ اکتبر - پی دبلیو بوتا، سیاست‌مدار اهل آفریقای جنوبی (ز. ۱۹۱۶)

### نوامبر
- ۵ نوامبر - بولنت اجویت، سیاست‌مدار، شاعر، نویسنده، روزنامه‌نگار ترک (ز. ۱۹۲۵)
- ۱۵ نوامبر - آنا کارولینا رستون، مدل برزیلی (ز. ۱۹۸۵)
- ۱۶ نوامبر - میلتون فریدمن، اقتصاددان آمریکایی (ز. ۱۹۱۲)
- ۱۷ نوامبر - فرانس پوشکاش مربی و بازیکن مجارستانی
- ۲۰ نوامبر رابرت آلتمن، کارگردان آمریکایی (ز. ۱۹۲۵)

### دسامبر
- ۵ دسامبر - دیوید برونشتین، بازیکن شطرنج و نویسنده اهل شوروی (ز. ۱۹۲۴)
- ۱۰ دسامبر - آگوستو پینوشه، افسر و سیاست‌مدار شیلیایی (ز. ۱۹۱۵)
- ۲۱ دسامبر - صفرمراد نیازف، سیاست‌مدار اهل ترکمنستان (ز. ۱۹۴۰)
- ۲۴ دسامبر - خاخام آریل داوودی، رهبر مذهبی یهودیان ایران (ز. ۱۹۲۲)
- ۲۵ دسامبر - جیمز براون، خواننده-ترانه‌سرا، موسیقی‌دان، خواننده، رقاص، و آهنگساز آمریکایی (ز. ۱۹۳۳)
- ۲۶ دسامبر - جرالد فورد: سی و هشتمین رئیس‌جمهور آمریکا.
- ۳۰ دسامبر - اعدام صدام حسین رئیس‌جمهور سابق عراق به وسیلهٔ چوبه دار.